# Tokina
Tokina Co. Ltd. (яп. トキナー) — японский производитель фотообъективов и комплектующих для систем CCTV-видеонаблюдения.

## История
Компания была основана группой сотрудников корпорации Nikon, решивших сосредоточиться на производстве качественных зум-объективов. Первоначально компания выступала исключительно как OEM-производитель, но с 1970-х годов начала выпускать товары под своей торговой маркой.
Среди продукции компании — фотообъективы для камер различных производителей (Canon, Nikon и т. д.), светофильтры под брендом HOYA.
В 2011 году после слияния с другим производителем оптики - Kenko, компания Tokina была упразднена. Вновь образованная фирма получила название Kenko Tokina Co. Ltd. 
В январе 2012 года компания присоединилась к стандарту Микро 4:3.

Логотип Kenko Tokina

## Интересные факты
- В конструкции объективов Tokina применяется оригинальный способ переключения режимов ручного и автофокуса, называемый «one-touch» — кольцо наводки на резкость одновременно является переключателем режимов фокусировки (к себе — ручной фокус, от себя — авто).
- Объективы Tokina заслужили высокие оценки у известного фотографа Кена Роквелла. Некоторые объективы (например, Tokina 116 AT-X Pro) Роквелл ставит в один ряд с аналогичными объективами Nikon и Canon.